# 1419
1419 (MCDXIX) fue un año común comenzado en domingo del calendario juliano.

## Acontecimientos
- 19 de enero – guerra de los Cien Años: Ruan se rinde a Enrique V de Inglaterra lo que hace que Normandía quede bajo el control de Inglaterra.
- 20 de junio – Comienzo de la invasión Oei de la Isla de Tsushima en Japón por los Joseon de Corea.
- 30 de julio – primera defenestración de Praga
- 10 de septiembre – Asesinato del Duque Juan de Borgoña por partidarios del Delfín
- Los portugueses visitan la isla de Porto Santo, en el archipiélago de Madeira.
- Juan II de Castilla es proclamado mayor de edad, con 14 años, en las Cortes de Castilla celebradas en Madrid.
- Golpe de Estado en Granada, dirigido por la familia de los Abencerrajes.

## Nacimientos
- Íñigo López de Mendoza y Figueroa, militar y noble español, primer conde de Tendilla.
- Juan de Beaumont, prior de la Orden de San Juan, canciller de Navarra y líder del bando beamontés en la guerra civil navarra.

## Fallecimientos
Ex Rey Wenceslao de Luxemburgo el día 16 de agosto